# Велики пас (сазвежђе)
Велики пас (лат. Canis major) је једно од 88 модерних и 48 оригиналних Птолемејевих сазвежђа. Констелација јужне хемисфере позиционирана је близу небеског екватора и садржи најсјајнију звезду видљиву на небу, Сиријус. Велики пас обухвата и велики број других небеских објеката.

## Историја и митологија

### У западној астрономији
У древној Месопотамији, Сиријус, кога су Вавилонци назвали КАК.СИ.ДИ, био је виђен као стрела усмерена ка Ориону, док су јужне звезде Великог пса и део Крме посматране као лук, назван БАН у свакој плочици о Три звезде, које датирају од око 1100. године пре нове ере. У каснијем зборнику вавилонске астрономије и астрологије под називом МУЛ.АПИН, стрела Сиријус је такође била повезана са ратником Нинуртом, а лук са Иштаром, Енлиловом ћерком. Нинурта је била повезана са каснијим божанством Мардуком, за кога се говорило да је убио богињу океана Тијамат великим луком, и обожаван је као главно божанство у Вавилону. Стари Грци су заменили приказ лука и стреле приказом пса.
У грчкој митологији, Велики пас представља пса Лелапа, Зевсов поклона Европи; или понекад пас Прокрис, Дијанина нимфа; или она коју је Аурора дала Кефалу, толико чувена по својој брзини да ју је Зевс уздигао на небо. Такође се сматрало да представља једног од Орионових ловачких паса, који јури зеца Лепуса или помаже Ориону у борби против Бика; и на овај начин га помињу Аратос, Хомер и Хесиод. Стари Грци помињу само једног пса, али у римско доба, Мали пас се појављује као Орионов други пас. Алтернативни називи укључују Canis Sequens и Canis Alter. Canis Syrius је име коришћено у Алфонсовим таблицама из 1521. године.
Римски мит спомиње Великог пса као Custos Europae, пса који чува Европу, али није успео да спречи њену отмицу од стране Јупитера у облику бика, и као домар Летаеус, „пас чувар“. У средњовековној арапској астрономији, сазвежђе је постало ал-Калб ал-Акбар, „Велики пас“, која је писац из 17. века Едмунд Чилмид транскрибовао као Алчелеб Алахбар. Исламски учењак Абу Рајихан ал-Бируни назвао је Орион Калб ал-Јабар, „Џиновски пас”. У народу Меразиг у Тунису, пастири разликују шест сазвежђа која означавају пролазак суве, вруће сезоне. Један од њих, под називом Мерзем, укључује звезде Великог и Малог пса и весник је две недеље врућег времена.

### У незападној астрономији
У кинеској астрономији, модерно сазвежђе Велики пас налази се у Вермилионској птици, где су звезде класификоване у неколико одвојених астеризама звезда. Војно тржиште је био кружни образац звезда који садржи Nu3, Бета, Кси1 и Кси2, и неке звезде са Лепуса. Дивљи петао био је у центру војне пијаце, иако је неизвесно које звезде су шта приказивале. Шлегел је известио да је могуће да се радило о звездама Омикрон и Пи Канис Маџорис, док су Бета или Ну2 такође предложене. Сиријус је био Tiānláng (天狼), Небески вук, који је означавао инвазију и пљачку. Југоисточно од Вука налазио се астеризам Húshǐ (弧矢), небески лук и стрела, за који се тумачило да садржи Делта, Епсилон, Ета и Капа Канис Маџорис и Делта Велорум. Алтернативно, стрелу су приказали Омикрон2 и Ета и биал је усмерена на Сиријуса (Вука), док је лук садржао Капа, Епсилон, Сигма, Делта и 164 Канис Маџорис, и Пи и Омикрон Пупис.
Маорски и Туамотски народи препознали су лик Великог пса као посебан ентитет, иако је понекад био апсорбован у друга сазвежђа. Те Хуинга-о-Рехуа, такође названа Те Путахи-нуи-о-Рехуа и Те Кахуи-Такуруа, („Скупштина Рехуа“ или „Скупштина Сиријуса“) је било сазвежђе Маора које је укључивало и Малог и Великог пса, заједно са неким околним звездама. Повезан је био и Таумата-о-Рехуа, који се такође назива Пукавануи, Рехуа огледало, формирано од недефинисане групе звезда у Великом псу. Они су називали Сиријус Рехуа и Такаруа, што кореспондира са два имена за сазвежђе, иако је Рехуа било име примењено на друге звезде у различитим групама Маора и другим полинезијским космологијама. Народ Туамоту је звао Валиког пса Муиханга-хетика-о-Такуруа, „трајни скуп Такаруа“.
Народ Тарумба са реке Шолхавен је сматрао да су три звезде Великог пса Вунбулу (слепи миш) и његове две супруге Мурумбол (госпођа Смеђа змија) и Мудта (госпођа Црна змија); којима је досадило да прате свог мужа унаоколо, те су жене покушавале да га закопају док је он ловио вомбата у његовој рупи. Он је набио на копље и сво троје су постављени на небу као сазвежђе Муновра.. За народ Боронг из Викторије, Сигма Канис Маџорис је била Унургунит (што је постало званично име ове звезде), а њене бочне звезде Делта и Епсилон биле су његове две жене. Месец (Митијан, „домаћа мачка”) је покушао да намами даљу жену (Епсилон), али га је Унургуните напао и он од тада лута небом.

## Карактеристике
Велики пас је сазвежђе на летњем небу јужне хемисфере (или зимском северне), омеђено Једнорогом (који се налази између њега и Малог пса) на северу, Крмом на истоку и југоистоку, Голубом на југозападу и Зецом на северу. западу. Скраћеница од три слова за сазвежђе, коју је усвојила Међународна астрономска унија 1922. је „CMa“. Званичне границе сазвежђа, како их је поставио белгијски астроном Ежен Делпорт 1930. године, дефинисане су четвороуглом; у екваторијалном координатном систему, координате ректасцензије ових граница леже између 06h 12,5m  и 07h 27,5m , док су координате деклинације између −11,03° и −33,25°. Покривајући 380 квадратних степени или 0,921% неба, заузима 43. место од 88 тренутно признатих сазвежђа по величини.

### Звезде
Велики пас је истакнуто сазвежђе због многих сјајних звезда. Ту спадају Сиријус (Alpha Canis Majoris), најсјајнија звезда на ноћном небу, као и три друге звезде изнад магнитуде 2,0. Штавише, сматра се да су две друге звезде претходно надмашиле све остале на ноћном небу — Адхара (Epsilon Canis Majoris) је сијала на −3,99 пре око 4,7 милиона година, а Мирзам (Beta Canis Majoris) је достигла врхунац на −3,65 пре око 4,42 милиона година. Још једна, NR Canis Majoris, биће најсјајнија на магнитуди -0,88 за око 2,87 милиона година.
Немачки картограф Јохан Бајер користио је грчка слова алфа до омикрона да означи најистакнутије звезде у сазвежђу, укључујући три суседне звезде као Ну и још два пара као Кси и Омикрон, док су каснији посматрачи означили даље звезде у јужним деловима сазвежђа које је било тешко разазнати из средње Европе. Бајеров земљак Јохан Елерт Боде је касније додао Сигму, Тау и Омегу; француски астроном Николас Луј де Лакај је додао звезде са словима од а до к (иако ниједна није у употреби данас). Џон Фламстид је нумерисао 31 звезду, укључујући 3 Canis Majoris коју је Лакај поставио у Колумбију као Delta Columbae (Фламстид није препознао Колумбу као посебно сазвежђе). Такође је означио две звезде — 10 и 13 Canis Majoris — као Капа1 и Капа2, респективно, али каснији картографи као што су Френсис Бејли и Џон Бевис одбацили су слабију бившу звезду, остављајући Капу2 као једину Капу. Фламстеедова листа Ни1, Ни2, Ни3, Кси1, Кси2, Омикрон1 и Омикрон2 је остала у употреби.
Сиријус је најсјајнија звезда на ноћном небу са привидном магнитудом -1,46 и једна од најближих звезда Земљи на удаљености од 8,6 светлосних година. Његово име потиче од грчке речи за „ужарен” или „печећи”. Сиријус је такође бинарна звезда; његов пратилац Сиријус Б је бели патуљак са магнитудом од 8,4–10 000 пута слабијом од Сиријуса А за посматраче на Земљи. Њих двоје обиђу једно око другог сваких 50 година. Њихов најближи приступ се последњи пут десио 1993. године и они ће бити у највећем размаку између 2020. и 2025. Сиријус је био основа за древни египатски календар. Ова звезда је означавала уста Великог пса на Бајеровом звезданом атласу.
Бочни Сиријусу су Бета и Гама Велики пас. Такође се назива и Мирзам или Мурзим, Бета је плаво-бела Бета Цефеј променљива звезда магнитуде 2,0, која варира за неколико стотинки магнитуде током периода од шест сати. Мирзам је удаљен 500 светлосних година од Земље, а његово традиционално име значи „најављивач“, што се односи на његову позицију „најављивача“ Сиријуса, јер се уздиже неколико минута пре Сиријуса. Гама, такође позната као Мулифеин, је слабија звезда магнитуде 4,12, у стварности плаво-бели сјајни џин спектралног типа B8IIe који се налази 441 светлосну годину од Земље. Јота Велики пас, која лежи између Сиријуса и Гаме, је још једна звезда која је класификована као променљива Бета Цефеја, која варира од магнитуде 4,36 до 4,40 у периоду од 1,92 сата. То је удаљена плаво-бела супергигантска звезда спектралног типа B3Ib, око 46.000 пута светлија од Сунца и, на удаљености од 2500 светлосних година, 300 пута даље од Сиријуса.
Епсилон, Омикрон2, Делта и Ета Веики пас су у средњовековној арапској традицији називани Ал Адзари „девицама“. Десну бутину пса на Бајеровом атласу означава Епсилон Велики пас, такође познат као Адхара. Са магнитудом 1,5, то је друга најсјајнија звезда у Великом псу и 23. најсјајнија звезда на небу. То је плаво-бели суперџин спектралног типа B2Iab, удаљен око 404 светлосне године од Земље. Ова звезда је један од најсјајнијих познатих извора екстремног ултраљубичастог зрачења на небу. То је бинарна звезда; секундарна је магнитуде 7,4. Њено традиционално име значи „девице”, пошто је пренето из групе звезда само у Епсилон. У близини је Делта Велики пас, такође названа Везен. То је жуто-бели суперџин спектралног типа F8Iab и магнитуде 1,84, удаљен око 1605 светлосних година од Земље. Са традиционалним именом које значи „тежина”, Везен је 17 пута масивнији и 50.000 пута сјајнији од Сунца. Да се налази у центру Сунчевог система, ширио би се до Земље јер је његов пречник 200 пута већи од Сунчевог. Стар само око 10 милиона година, Везен је престао да спаја водоник у свом језгру. Његов спољни омотач почиње да се шири и хлади, а у наредних 100.000 година постаће црвени суперџин јер његово језгро спаја све теже и теже елементе. Једном када има језгро од гвожђа, колапсираће и експлодирати као супернова. Смештена између Адхаре и Везена налази се Сигма Велики пас, позната као Унургунит народима Буронг и Вотјобалук, црвени суперџин спектралног типа K7Ib који неправилно варира између магнитуде 3,43 и 3,51.
Такође назван Алудра, Ета Велики пас је плаво-бели суперџин спектралног типа B5Ia са луминозношћу 176.000 пута и пречником око 80 пута већим од Сунчевог. Класификована као променљива звезда типа Алфа Лабуд, Алудра варира у сјају од 2,38 до 2,48 магнитуде у периоду од 4,7 дана. Налази се на удаљености од 1120 светлосних година. Западно од Адхаре налази се Зета Велики пас или Фуруд магнитуде 3,0, око 362 светлосне године удаљена од Земље. То је спектроскопски бинар, чије компоненте круже једна око друге сваких 1,85 година, комбиновани спектар указује на главну звезду спектралног типа B2.5V.
Између ових звезда и Сиријуса леже Омикрон1, Омикрон2 и Пи Велики пас. Омикрон2 је масивна суперџиновска звезда отприлике 21 пута масивнија од Сунца. Стара само 7 милиона година, исцрпела је залихе водоника у свом језгру и сада сагорева хелијум. То је варијабла Алфа Цигни која пролази кроз периодичне нерадијалне пулсације, које узрокују да њена светлост кружи од магнитуде 2,93 до 3,08 у интервалу од 24,44 дана. Омицрон1 је наранџасти суперџин К-типа спектралног типа K2.5Iab који је неправилна променљива звезда, која варира између привидних магнитуда 3,78 и 3,99. Отприлике 18 пута масивнији од Сунца, сија са 65.000 пута већим сјајем.
Северно од Сиријуса леже Тета и Му Велики пас, при чему је Тета најсевернија звезда са Бајеровом ознаком у овом сазвежђу. Стара око 8 милијарди година, то је наранџасти џин спектралног типа K4III који је масиван отприлике као Сунце, али се проширио до 30 пута Сунчевог пречника. Му је вишеструки звездани систем који се налази на удаљености од око 1244 светлосне године, чије компоненте се могу уочити у малом телескопу као звезда жуте боје 5,3 магнитуде и плавичаста звезда 7,1 магнитуде. Сјајнија звезда је џин спектралног типа K2III, док је пратилац звезда главног низа спектралног типа B9.5V. Ну1 Велики пас је џиновска звезда жуте боје магнитуде 5,7, удаљена 278 светлосних година; налази се на прагу видљивости голим оком. Има пратиоца магнитуде 8,1.
На јужним границама сазвежђа леже Капа и Ламбда Велики пас. Иако су сличних спектра и близу један другом гледано са Земље, они нису повезани. Капа је променљива Гама Касиопеја спектралног типа B2Vne, која се посветлила за 50% између 1963. и 1978. године, са магнитуде 3,96 или на 3,52. Удаљена је око 659 светлосних година. Ламбда је плаво-бели патуљак главне секвенце Б типа са привидном магнитудом од 4,48 који се налази на око 423 светлосне године од Земље. Она је 3,7 пута шира и 5,5 пута масивнија од Сунца, а сија 940 пута већим сјајем.